# Vsevolod II av Kiev
Vsevolod II Olgovitj (Всеволод II Ольгович), född 1104, död 1 augusti 1146, furste av Tjernigov 1127-1139 och storfurste (velikij knjaz) av Kiev 1139-1146, son till Oleg Svjatoslavitj, furste (knjaz) av Tjernigov.
Vsevolod gifte sig med Maria, dotter till storhertig Mstislav I av Kiev. De fick barnen:
- Svjatoslav III av Kiev.
- Jaroslav Vsevolodovitj, född år 1139.
- Anna av Tjernihiv, gift med prins av Galicien.
- Zvenislava av Tjernihiv, gift med Boleslaus IV av Polen.

Strax före sin död blev Vsevolod munk och fick namnet Gavriil.